# Escut de Fulleda
L'escut oficial de Fulleda té el següent blasonament:
Escut caironat: d'argent, una creu de calvari de gules. Per timbre una corona mural de poble.

## Història
Va ser aprovat el 22 de setembre de 1995.
La creu del Calvari és un senyal tradicional de l'escut del poble, que fou una possessió del monestir de Poblet.